# 我们约会吧 (电影)
《我们约会吧》（英語：Somebody to Love）是2010年由周楠执导的一部喜剧电影，于2011年2月13日全国上映。

## 故事大綱
湖南出版投资控股集团全资控股的子公司中南出版传媒集团旗下的一个电视频道湖南卫视的一档相亲节目《我们约会吧》是一档威风八面的王牌节目，但遭遇了国内其它电视台的相亲节目（如江苏卫视的《非诚勿扰》等）的恶意竞争，因为观众的审美疲劳，出现收视率下滑，面临着停播的危机。

## 主演
- 吴辰君
- 丹尼斯吴
- 李菲儿
- 王柏杰
- 刘威葳
- 曹苑
- 王森
- 何炅
- 任重
- 田启文
- 朱咪咪
- 勉恒
- 吴廷烨
- 马精武
- 陈翔